# Chamerion
Chamerion
Genre
Classification phylogénétique
Chamerion est un genre de plantes à fleurs de la famille des Onagraceae. Il comprend 14 espèces que l'on le rencontre dans la zone tempérée de l'hémisphère nord.
Pour certains auteurs, les espèces du genre Chamerion sont incluses dans le genre Epilobium.

## Etymologie
Le genre Chamerion vient du grec Chamai, « bride » et erion, « laine », allusion aux graines de la plante surmontées de soies plumeuses très aisément dispersées par le vent.

## Espèces
- Chamerion angustifolium
- Chamerion caucasicum
- Chamerion colchicum
- Chamerion conspersum
- Chamerion danielsii
- Chamerion dodonaei
- Chamerion fleischeri
- Chamerion iranicum
- Chamerion latifolium
- Chamerion platyphyllum
- Chamerion prantlii
- Chamerion speciosum
- Chamerion stevenii
- Chamerion subdentatum